# 富山県立中央病院
富山県立中央病院（とやまけんりつちゅうおうびょういん、Toyama Prefectural Central Hospital）は、富山県富山市西長江にある医療機関。富山県病院事業の設置等に関する条例（昭和41年12月23日富山県条例第59号）に基づき富山県が運営する病院である。病院の設置目的は、「県民に対し、高度の医療を提供するため」（条例第1条）である。

## 概要
富山県東部の中核的な医療機関であり、地域医療の中心的役割を果たしている。県内で救命救急センターを有する病院は、高岡市の厚生連高岡病院と当院の2つのみである。また、災害拠点病院（基幹災害医療センター）に指定されている。第一種感染症指定医療機関、第二種感染症指定医療機関である。
2015年（平成27年）8月24日には、当院を基地として富山県は北陸地方（北陸3県）で初めてドクターヘリの運航を開始。それに先立ち岐阜県とドクターヘリの富山県と岐阜県飛騨地区北部との共同広域運航について2015年（平成27年）7月10日協定を締結し、同日より連携運航も始まった。岐阜県側の運用地区は高山市、飛騨市、大野郡白川村の2市1村となる。運航は鹿児島国際航空と静岡エアコミュータに委託している（共同運航）。

## 沿革
- 1951年（昭和26年）4月1日 - 不二越鋼材工業（現不二越）が従業員の厚生施設であった不二越病院（1942年〔昭和17年〕11月1日設立）を富山県立中央病院と改称、富山県に移管[8]。不二越は1958年に不二越病院を再開設している。
- 1971年（昭和46年）4月1日 - 臨床研修指定病院の指定を受ける。
- 1979年（昭和54年）7月23日 - 第3次救急医療体制として、救命救急センターを開設[9]。
- 1992年（平成4年）5月16日 - 鉄筋コンクリート造り地上10階、地下1階建、延床面積25,737㎡、病床数800床規模の新病棟（公立病院では初のターミナルケア病室も設置）が完成し、同年6月1日に新病棟での業務を開始[10]。
- 1996年（平成8年）6月6日 - 富山県内で初の院内学級を開始[11]。
- 2015年（平成27年）8月24日 - 富山県ドクターヘリ事業開始[1][2]。

## 診療科目
- 腎臓・高血圧内科
- 循環器内科
- 血液内科
- 呼吸器内科
- 消化器内科
- 内分泌・代謝内科
- 感染症内科
- 腫瘍内科
- リウマチ・和漢診療科
- 精神科
- 脳神経内科
- 小児科
- 新生児科
- 外科
- 乳腺外科
- 整形外科
- 形成外科
- 脳神経外科
- 呼吸器外科
- 心臓血管外科
- 小児外科
- 産婦人科
- 皮膚科
- 泌尿器科
- 眼科
- 耳鼻咽喉科
- 歯科口腔外科
- 放射線診断科
- 放射線治療科
- リハビリテーション科
- 麻酔科
- 病理診断科
- 救急科
- 集中治療科
- 緩和ケア科

## 一般施設
- 売店
- 食道
- 喫茶コーナー
- 北陸銀行中央病院出張所
- ATM
- バスのりば
- タクシーのりば

## 交通アクセス
- 富山駅正面口8番乗り場から富山地方鉄道バス：62系統中央病院行に乗車、乗車時間約20分。
- 富山地方鉄道不二越線 栄町駅より徒歩で約5分、本線・不二越線稲荷町駅・本線 新庄田中駅より徒歩で約15分。
  - 前述の栄町駅は、2019年（平成31年）に病院に隣接して富山県立大学看護学部が開設され新設された駅である[12][13]。なお、副駅名には「県立中央病院口」が付けられている[13]。
- 富山駅からタクシーで約15分、富山空港からタクシーで約20分。

## バス停留所
- 正面玄関前に富山地方鉄道の路線バスが発着するバス停留所（停留所名は中央病院）がある。
  - [ 81 ][ 84 ]西町・富山駅・下赤江・米田すずかけ台方面
  - [ 5 ][ 92 ][ 93 ][ 94 ]西町・富山駅・畑中・石坂方面
  - [ 2 ]アピタ富山東店・下奥井・富山駅北口・赤十字病院方面

※ また、南へ徒歩5分のところにある石金停留所からは藤の木・高原西口・西の番・五百石駅方面へのバスが、北へ徒歩5分のところにある双代町停留所からは新庄新町・上飯野・針原・水橋方面へのバスがそれぞれ利用できる。